# Maxime Carlot Korman
Maxime Carlot Korman (Port Vila, Nuevas Hébridas, 26 de abril de 1941) es un político vanuatuense que ocupó el cargo de Presidente de Vanuatu desde el 16 de agosto de 2009 hasta el 2 de septiembre de 2009 de forma interina. Accedió al cargo al terminar el mandato de Kalkot Mataskelekele por su posición como presidente del Parlamento.

## Biografía
Fue Primer ministro de Vanuatu durante casi cinco años, primero desde el 16 de diciembre de 1991 hasta el 21 de diciembre de 1995 y luego en un segundo mandato desde el 23 de febrero de 1996 hasta el 30 de septiembre de 1996. Pertenece al partido político Unión de Partidos Moderados.
Korman fue nombrado primer ministro tras la victoria de la Unión de Partidos Moderados en las elecciones de 1991, convocadas tras la separación del partido en el poder: el Vanua'aku Party. Tras las elecciones de 1995, Korman fue sucedido como primer ministro por Serge Vohor, un líder disidente de su propio partido. Dos meses más tarde, Korman consiguió suficiente apoyo para desbancar a Vohor y retomar el control del partido y de la jefatura del gobierno. Sin embargo, siete meses después perdió una moción de censura por 27 votos a 22, siendo sustituido por Vohor. Tras esta moción, Korman no consiguió retomar el liderazgo de la Unión de Partidos Moderados. Tras sus periodos como primer ministro, Korman se separó de la Unión de Partidos Moderados para formar el Partido Republicano de Vanuatu, el cual lidera.
Korman sigue siendo un miembro del parlamento de Vanuatu. Tras las elecciones de julio de 2004, Korman fue nombrado segundo del primer ministro en un gobierno liderado por Vohor, aunque fue cesado un mes después, tras un cambio de gobierno.
Fue también Ministro de Infraestructuras y Servicios Públicos durante un tiempo, pero fue cesado y sucedido por Edward Natapei en julio de 2005.
Korman y el Partido Republicano se mantuvieron dentro de la coalición gobernante, por lo que Korman fue eventualmente elegido como Ministro de Agricultura [Minister of Lands]. En julio de 2007, Korman y su hijo fueron acusados de corrupción en la asignación de tierras, acusaciones que fueron desmentidas por el propio Korman.
Tras las elecciones de septiembre de 2008, Korman se presentó como candidato al puesto de primer ministro en la votación celebrada en el parlamento el 22 de septiembre, siendo derrotado por Natapei con 25 votos a favor y 27 en contra.